# David Rose
David Rose (Londen, 15 juni 1910 – Burbank, 23 augustus 1990) was een Amerikaans componist, arrangeur, songwriter, pianist en orkestleider. Hij is vooral bekend geworden door zijn composities "The Stripper", "Holiday for Strings", en "Calypso Melody". Hij schreef tevens onder het pseudoniem "Ray Llewellyn" muziek voor een groot aantal televisieseries zoals It's a Great Life, The Tony Martin Show, Little House on the Prairie, Highway to Heaven, Bonanza, en Highway Patrol. Hij won in zijn carrière vier Emmy Awards.

## Carrière

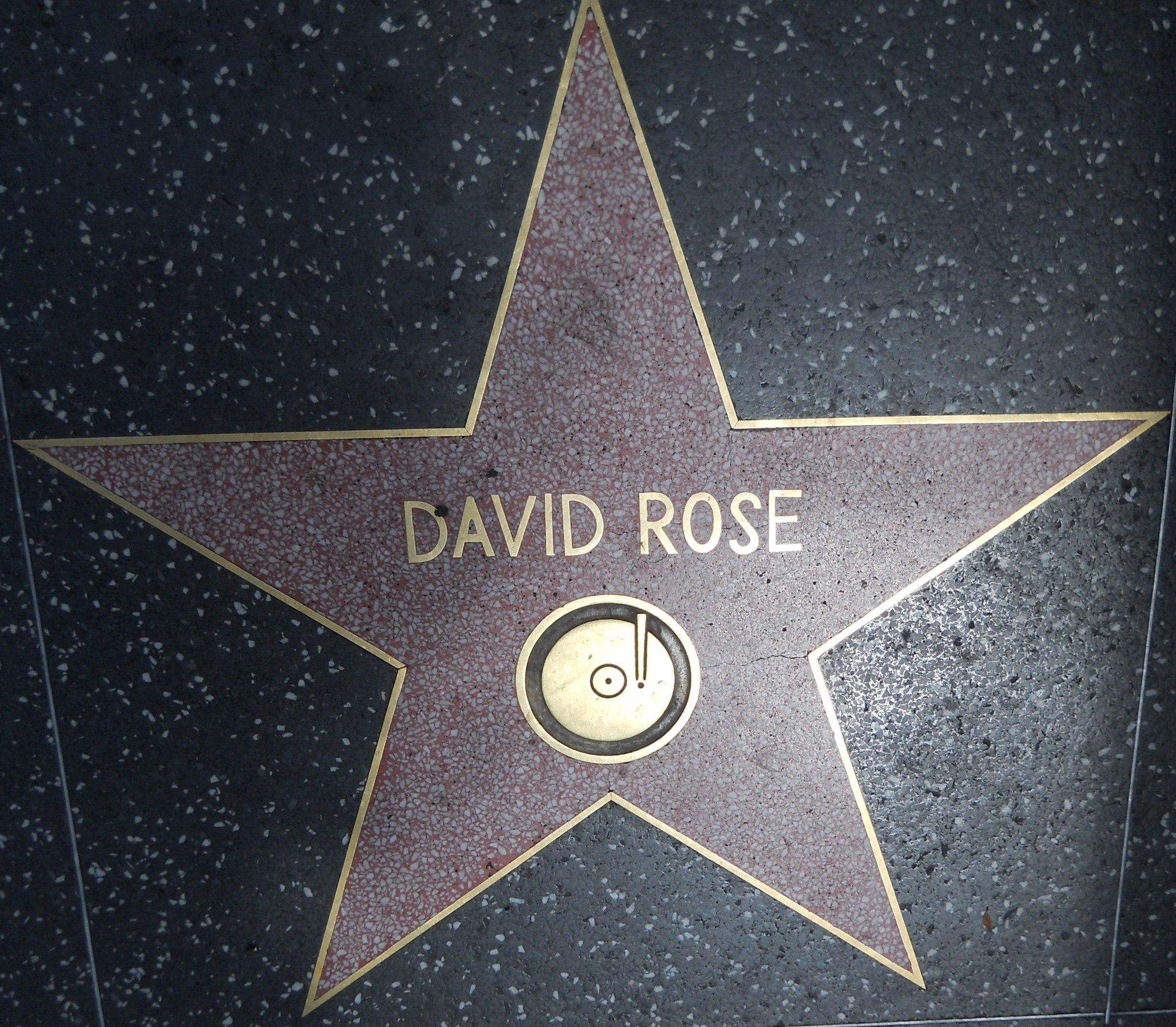
David Rose’ ster op de Hollywood Walk of Fame bij 6514 Hollywood Blvd.

Rose werd geboren in Londen als zoon van Joodse ouders. Hij verhuisde als kind met zijn familie naar de Verenigde Staten, alwaar hij opgroeide in Chicago.
Zijn carrière begon toen hij op zijn 16e bij Ted Fio Rito's band kwam als pianist. Hij was ook pianist voor NBC Radio. Bij deze zender kreeg hij in de vroege jaren 30 zijn eerste opdrachten als arrangeur. Hij maakte onder andere muziek voor het Frank Trumbauer orkest. Tot zijn eerste werken behoren "Break It Down" met Frankie Trumbauer, "Transcontinental," "Plantation Moods," en een stuk muziek dat onder drie verschillende titels is opgenomen: "I've Got It", "Itchola", en "Jigsaw Rhythm."
Rose's succes als arrangeur maakte dat hij gevraagd werd naar Hollywood te komen, waar hij zijn eigen orkest oprichtte en daarmee tweemaal per week een show gaf voor Mutual Broadcasting System genaamd California Melodies. Hij werkte zich een weg omhoog naar muziekregisseur voor Mutual network. Rose’s eerste werk als componist was het lied "Holiday for Strings". Tijdens de Tweede Wereldoorlog diende Rose in het Amerikaanse leger, waar hij Red Skelton leerde kennen. Skelton vroeg Rose om dirigent te worden voor zijn Raleigh Cigarettes Program. Rose ging op dit aanbod in en trad in 1948 toe tot de cast. De komende 20 jaar bleven hij en Skelton samenwerken.
In 1957 levert Rose’s bewerking van Larry Clinton's "Calypso Melody" hem een gouden plaat op. In 1958 componeerde Rose "The Stripper", dat aanvankelijk als B-kant van single, "Ebb Tide" werd uitgebracht. "The Stripper" kreeg al snel bekendheid vanwege de prominent aanwezige trombone en het feit dat de muziek perfect bleek voor striptease acts. De muziek is onder andere verwerkt in de films Slap Shot, The Full Monty en Wallace & Gromit: The Curse of the Were-Rabbit, evenals in televisieseries als Little Britain en Scrubs.
Het lied "Holiday for Strings" verkreeg grote bekendheid als titelsong van Red Skelton’s programma’s.

## Privéleven
David Rose trouwde op 8 oktober 1938 met actrice Martha Raye. Hun huwelijk eindigde op 19 mei 1941 in een echtscheiding. Op 28 juli 1941 trouwde Rose met actrice en zangeres Judy Garland. Dit huwelijk strandde in 1944. Beide huwelijken bleven kinderloos.
Met zijn derde vrouw, Betty Bartholemew, kreeg Rose twee dochters. Zijn kleindochter is singer-songwriter Samantha James.
Rose stierf op 80-jarige leeftijd. Hij ligt begraven op het Mount Sinai Memorial Park Cemetery in Hollywood Hills, Californië.

## Discografie

### Singles
- Holiday For Strings (US #2, 1944)
- Poinciana (Song Of The Tree) (US #11, 1944)
- The Stripper (US #1, 1962)

### Televisieseries
- The Red Skelton Show
- Bonanza
- The High Chaparral
- Little House on the Prairie
- Father Murphy
- Highway to Heaven
- Highway Patrol

### Broadway
- Winged Victory

## Prijzen en ander eerbetoon
David Rose won in totaal vier Emmy Awards:
- 1958 voor An Evening with Fred Astaire
- 1971 voor Bonanza
- 1979 en 1982 voor Little House on the Prairie

In 1945 en 1946 werd hij genomineerd voor een Academy Award voor beste muziek voor respectievelijk The Princess and the Pirate en Wonder Man.
David Rose heeft een ster op de Hollywood Walk of Fame.